# Luffariella cylindrica
Luffariella cylindrica är en svampdjursart som beskrevs av Patricia R. Bergquist 1995. Luffariella cylindrica ingår i släktet Luffariella och familjen Thorectidae.
Artens utbredningsområde är havet kring Nya Kaledonien. Inga underarter finns listade i Catalogue of Life.